# 桜井優
桜井 優（さくらい ゆう、1986年7月15日 - ）は、日本のグラビアアイドル、AV女優。
神奈川県出身。身長:162cm。スリーサイズ:B85（Fカップ）・W60・H85。趣味:音楽鑑賞、特技：柔軟体操.

## 略歴
- 2006年3月に『YOU...完全版』でAVデビュー。
- 同年10月に『Super　Wide　B★Jean』で桃太郎映像出版よりセルデビュー。

## 作品

### アダルトビデオ
- YOU...完全版（2006年3月31日、メディアバンク）
- 大開脚FUCK メディアバンク（2006年4月28日、メディアバンク）
- 行列のできるお姉さん（2006年6月30日、メディアバンク）
- ボク専属の巨乳奉仕メイド（2006年7月28日、メディアバンク）
- コスプレでいこう!イナバウアーFUCK!!　（2006年8月25日、メディアバンク）
- Super　Wide　B★Jean　（2006年10月7日、桃太郎映像出版）
- アイラブ優 I　love you（2006年11月7日、桃太郎映像出版）
- エクスタシー拘束輪姦!!!!　180°開脚絶叫FUCK　（2006年12月19日、桃太郎映像出版）
- プレミアデジタルモザイク Vol.016（2007年1月7日、プレミアム）
- PREMIUM　STYLISH　SOAP　～プレミアムソープへようこそ!～　（2007年2月7日、プレミアム）